# Die Saat des heiligen Feigenbaums
Die Saat des heiligen Feigenbaums (Originaltitel: دانه‌ی انجیر معابد, internationaler Titel: The Seed of the Sacred Fig) ist ein Spielfilm des iranischen Regisseurs Mohammad Rasulof aus dem Jahr 2024. Das Drama handelt von einem iranischen Ermittlungsrichter, der seiner Familie infolge der landesweiten politischen Proteste ab 2022 gegen die autoritäre Regierung mit zunehmendem Misstrauen und Paranoia begegnet. Die Hauptrollen übernahmen Missagh Zareh, Soheila Golestani, Mahsa Rostami und Setareh Maleki. Die fiktiven Filmszenen wurden mit realen Bildern der durch die iranischen Behörden blutig niedergeschlagenen Proteste kombiniert.
Die internationale Koproduktion zwischen dem Iran, Deutschland und Frankreich wurde im Mai beim 77. Filmfestival von Cannes uraufgeführt. Iranische Behörden haben mehrfach versucht, eine Premiere des Films im Ausland zu verhindern. So wurde Regisseur Rasulof Anfang Mai zu einer mehrjährigen Haftstrafe verurteilt, woraufhin er wenig später aus dem Iran floh.
Im August 2024 wurde Die Saat des heiligen Feigenbaums als deutscher Beitrag für die Kategorie Bester Internationaler Film der Oscarverleihung 2025 ausgewählt. Es ist der erste rein fremdsprachige Film, der als deutscher Beitrag für einen Auslandsoscar eingereicht wurde. Im Januar 2025 gelangte Rasulofs Regiearbeit unter die fünf nominierten Produktionen. Im selben Jahr folgte bei der Verleihung des Deutschen Filmpreises der Filmpreis in Silber in der Kategorie Bester Spielfilm sowie die Auszeichnung an Hauptdarsteller Missagh Zareh.
Der Kinostart in der Deutschschweiz erfolgte im November 2024 und in Deutschland und Österreich Ende Dezember 2024.

## Handlung
Der streng gläubige Jurist Iman lebt mit seiner Ehefrau Najmeh und den gemeinsamen Töchtern, der Studentin Rezvan und der Schülerin Sana, in Teheran. Er ist gerade zum Ermittlungsrichter am Revolutionsgericht befördert worden. Für Iman winkt damit ein höheres Gehalt und für seine Familie eine größere Wohnung. Während sich seit Herbst 2022 die landesweiten politischen Proteste gegen die autoritäre Regierung verschärft haben, muss Iman entdecken, dass er nicht wegen seiner juristischen Qualitäten angestellt wurde. Ohne vorherige Prüfung soll er einfach Urteile unterschreiben, die ihm von seinen Vorgesetzten vorgelegt werden. Darunter befinden sich auch Todesurteile. Iman wird dazu angehalten, wie die anderen Richter auch anonym zu bleiben. Er soll niemandem erzählen, was er beruflich macht. Gleichzeitig sollen sich seine Töchter Rezvan und Sana aus den sozialen Medien fernhalten, um nicht für potenzielle Racheakte identifizierbar zu sein.
Als Sadaf, einer guten Freundin Rezvans, auf der Straße ins Gesicht geschossen wird, leisten Najmeh und ihre Töchter in ihrer Wohnung Erste Hilfe, Najmeh zwingt Sadaf aber, ins Studentinnenheim zurückzukehren. Kurze Zeit später wird Sadaf verhaftet.
Durch die Proteste ist Iman gezwungen, auch Todesurteile auszusprechen, ohne überhaupt die Aktenlage zu kennen. Rezvan und Sana verfolgen währenddessen die Proteste entsetzt über ihre Handys und Rezvan begehrt am Esstisch gegen den Vater auf. Die ebenso wie Iman streng gläubige Najmeh rät ihren Töchtern, sich von revolutionären Freunden fernzuhalten. Diese würden ihrer Meinung nach nackt über die Straße laufen und gegen Gott aufbegehren. Das Verhältnis zwischen Eltern und Töchtern verschlechtert sich zunehmend.
Gleichzeitig verschwindet auf mysteriöse Weise die Waffe aus dem Nachttisch, die Iman bei seinem Wechsel zum Revolutionsgericht zu seinem Schutz erhalten hatte. Iman wird zunehmend misstrauischer und paranoider, da ihm bei Bekanntwerden des Waffenverlusts eine Haftstrafe sowie ein erheblicher Vertrauensverlust drohen. Er verdächtigt seine Familie, etwas mit der Sache zu tun zu haben, und fühlt sich zu Hause nicht mehr sicher. Er meldet den Verlust nicht. Ein befreundeter Kollege empfiehlt ihm, seine Familie zu verhören. Die beiden Töchter und Najmeh werden getrennt voneinander in einem fremden Haus verhört, wobei den beiden Töchtern die Augen verbunden werden. Wieder zu Hause kommt es zum Streit: Iman beschuldigt Rezvan, die Waffe genommen zu haben, was sie verzweifelt abstreitet. 
Nachdem Imans persönliche Daten und seine Adresse im Internet veröffentlicht werden, rät ihm sein Kollege sofort zu fliehen und leiht ihm eine neue Waffe. Daraufhin beschließt Iman, mit seiner Ehefrau und seinen Töchtern in ein einsames Landhaus in die Berge zu fahren. Unterwegs wird er von zwei Personen erkannt und gefilmt. Er verfolgt sie. Es kommt zu einer Auseinandersetzung, bei der die Familie mitansehen muss, wie Iman seine neue Waffe auf die Verfolger richtet. Diese behaupten, sie würden alles live streamen. Sana und Rezvan sitzen im Auto und schalten die vom Vater beschlagnahmten Handys ein. Da sie keinen Empfang haben, schreien sie den Verfolgern dies entgegen. Schließlich offenbart Sana Rezvan, dass sie die Waffe hat, und Rezvan steckt sie in die Tasche des Autositzes.
Im Landhaus angekommen, macht Iman seiner Familie den Prozess. Er sperrt Najmeh, Rezvan und Sana ein und versucht, sie zu Geständnissen vor der Kamera zu zwingen. Nur Sana, die die Waffe an sich genommen hatte, kann fliehen. Sie lockt den Vater aus dem Haus und befreit Mutter und Schwester. Es entwickelt sich eine wilde Verfolgungsjagd in Ruinen eines verlassenen Dorfes, die damit endet, dass der Boden einer Hausruine unter Iman einbricht, er von diesem verschüttet wird und stirbt.
Der Film endet mit Handyaufnahmen der Proteste auf den Straßen von Teheran.

## Entstehungsgeschichte

### Hintergrund Rasulofs

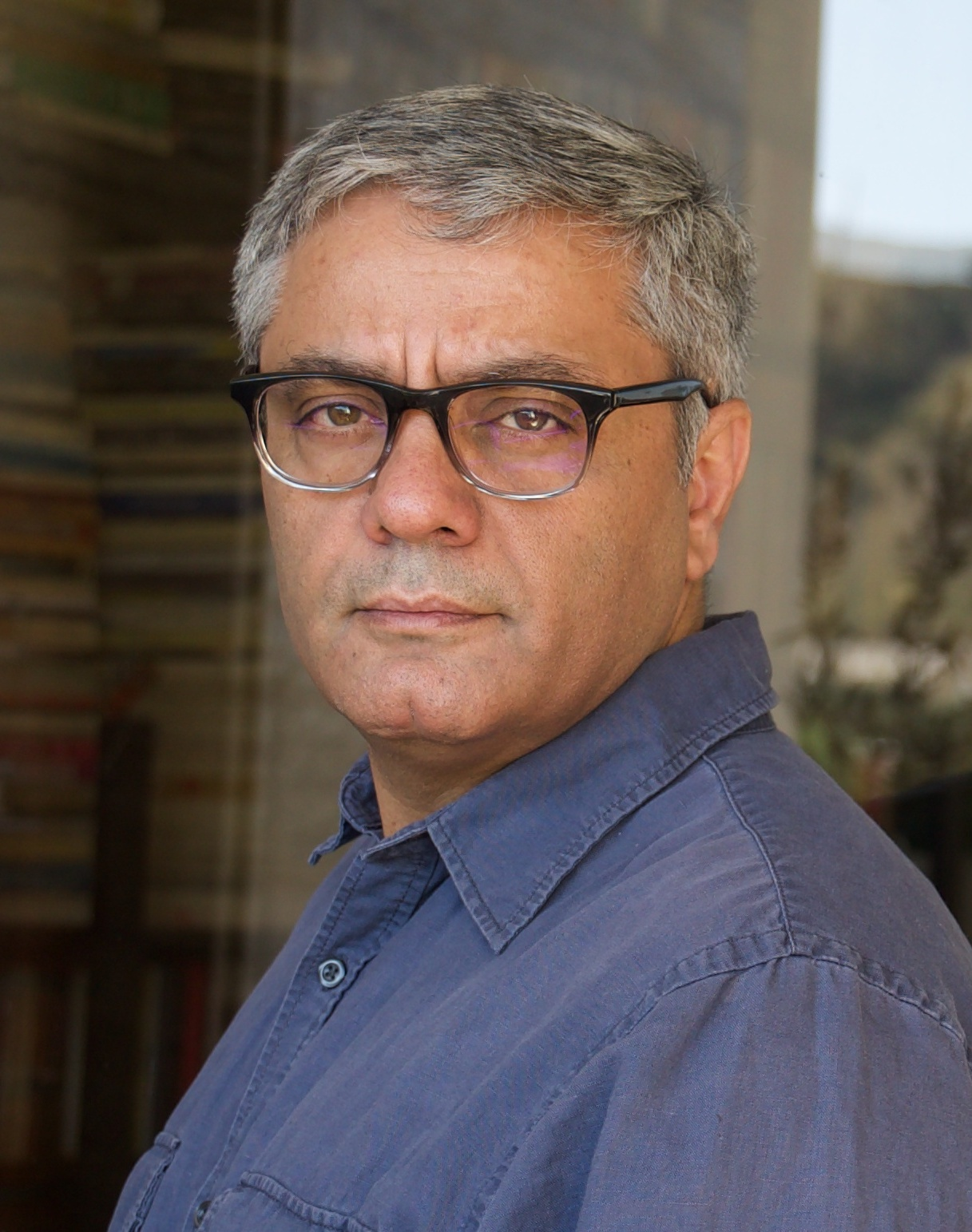
Mohammad Rasulof (2014)

Mohammad Rasulof hatte in der Vergangenheit mit seinen Filmen mehrfach gegen die iranischen Zensurvorgaben verstoßen und war mit drei Gefängnisstrafen sowie Arbeits- und Ausreiseverboten belegt worden. Im Jahr 2020 hatte sein Spielfilm Doch das Böse gibt es nicht in seiner Abwesenheit den Hauptpreis der 70. Berlinale erhalten.
Ursprünglich hatte Rasulof im Jahr 2023 am Festival von Cannes als Jurymitglied der Sektion Un Certain Regard teilnehmen sollen. Er war jedoch im Juli 2022 verhaftet worden, nachdem er Kritik an der staatlich sanktionierten Gewalt gegen Demonstranten geäußert hatte. Im Februar 2023 war er aufgrund seines Gesundheitszustands vorübergehend aus der Haft entlassen worden. Später wurde Rasulof begnadigt und wegen „Propaganda gegen das Regime“ zu einer einjährigen Gefängnisstrafe und einem zweijährigen Ausreiseverbot aus dem Iran verurteilt. Seine Filme werden in seinem Heimatland offiziell nicht gezeigt.

### Filmproduktion
Die Saat des heiligen Feigenbaums ist die zehnte Regiearbeit von Mohammad Rasulof. Der Titel nimmt Bezug auf die Feigenart Ficus religiosa, die sich ausbreitet, indem sie Bäume „umschlingt und schließlich erwürgt“. Dies wurde als Sinnbild für das theokratische Regime im Iran angesehen. Rasulof verfasste das Drehbuch und verpflichtete Missagh Zareh und Soheila Golestani in den Hauptrollen der regimetreuen Eheleute Iman und Najmeh. Gholestani hatte sich selbst im Zuge der Proteste gegen ein Tragen des Hidschāb eingesetzt und war dafür unter Arrest gestellt worden. Für die Rollen der Töchter Rezvan und Sana engagierte er Mahsa Rostami und Setareh Malek.
Die Dreharbeiten von Die Saat des heiligen Feigenbaums fanden im Verborgenen statt und dauerten ungefähr 70 Tage an, von Ende Dezember 2023 bis März 2024. Rasulof selbst bezeichnete sie als „schwierig“. Er konnte immer nur für ein paar Tage filmen und musste dann Pausen einlegen. Als Kameramann fungierte Pooyan Aghababaei. Der Regisseur gab an, inmitten des Filmdrehs gewesen zu sein, als er von seiner erneuten Gefängnisstrafe erfuhr. Rasulof setzte darauf, dass das Berufungsverfahren längere Zeit in Anspruch nehmen würde, seinen Fall zu prüfen. Außerdem waren im Frühling Neujahrsferien im Iran, die zwei Wochen andauern. Tatsächlich gelang es Rasulof, seinen Film bis zum Ende der Feiertage fertigzustellen. Nachdem das Berufungsgericht das Urteil bestätigt hatte, entschied er sich innerhalb von zwei Stunden, alle elektronischen Geräte zu Hause zu lassen und sich an einen sicheren Ort zu begeben, bevor er zu Fuß die iranische Grenze überquerte.

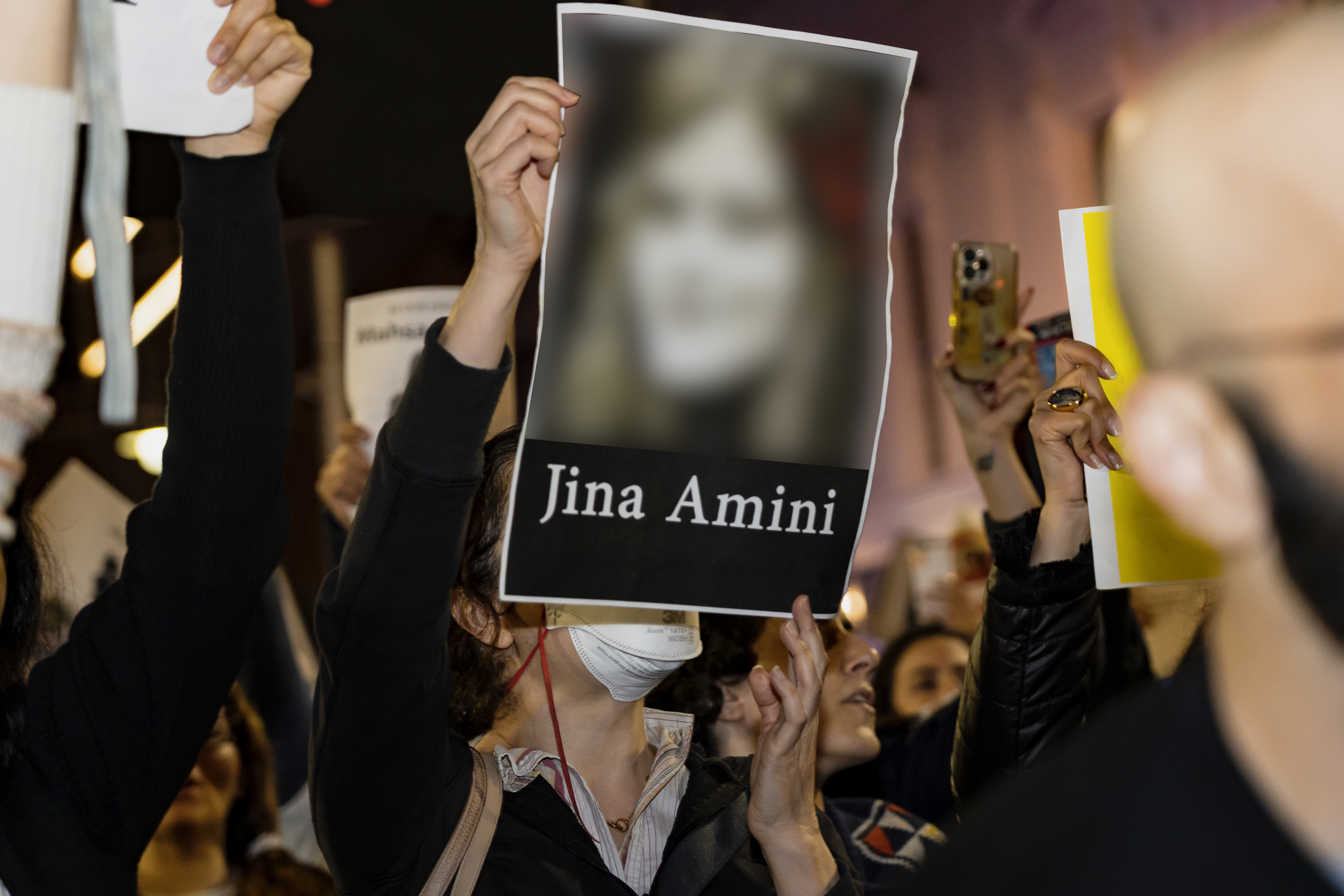
Plakat mit Porträt von Jina Mahsa Amini bei einer Solidaritätsdemonstration im australischen Melbourne (2022)

Das Filmmaterial wurde von dem in Hamburg lebenden Editor Andrew Bird,  mit dem Rasulof bereits zusammengearbeitet hatte, aus dem Iran geschmuggelt. Die Postproduktion fand in Deutschland statt. Zwischen den fiktiven Filmszenen fügte Bird reale Bilder der politischen Proteste nach dem durch Polizeigewalt herbeigeführten Tod der kurdischstämmigen Iranerin Jina Mahsa Amini in Teheran am 16. September 2022 hinzu. In der finalen 168-minütigen Fassung werden echte und brutale Internetvideos von Demonstrationen gezeigt und wie diese von den Behörden mit aller Gewalt zerschlagen werden.
Als Produzenten von Die Saat des heiligen Feigenbaums waren neben Rasulof auch Amin Sadraei, Mani Tilgner, Rozita Hendijanian und Jean-Christophe Simon beteiligt. Involvierte Produktionsunternehmen waren die deutsche Run Way Pictures und das französische Unternehmen Parallel45. Als Koproduzenten traten die Gesellschaft Arte France Cinéma mit Unterstützung von der MOIN Filmförderung Hamburg Schleswig-Holstein in Erscheinung. Um die weltweiten Verwertungsrechte kümmert sich das in Berlin ansässige Unternehmen Films Boutique.

### Repressionen gegen das Filmteam und Flucht des Regisseurs aus dem Iran
Nach Bekanntgabe der Festivalteilnahme seien laut Rasulofs Anwalt Babak Paknia noch im April 2024 Produktionsagenten des Films mehrfach von den iranischen Behörden vorgeladen und verhört worden. Auch einige Darsteller seien stundenlang Verhören ausgesetzt gewesen. Sie durften laut Paknia nicht zur Präsentation von Die Saat des heiligen Feigenbaums aus dem Iran ausreisen. Auch wurden sie darum gebeten, Druck auf Rasulof auszuüben, um das Werk vom Festival zurückzuziehen. Anfang Mai 2024 gab Paknia bekannt, dass der Regisseur wegen Verstößen gegen die nationale Sicherheit zu einer achtjährigen Haftstrafe verurteilt worden sei. Zudem sollte Rasulof mit Peitschenhieben bestraft werden.
Einen Tag vor Beginn des Festivals von Cannes wurde bekannt, dass Rasulof aus dem Iran geflohen ist. Als Grund gab er eine erneute mögliche Strafe für seinen neuesten Film an. Auch einigen Schauspielern sei es gelungen, den Iran zu verlassen. Rasulof habe sich trotz „enormer“ Produktionseinschränkungen mit Die Saat des heiligen Feigenbaums bewusst „weit von der Zensur“ im Iran entfernt, um „eine filmische Erzählung zu erreichen“, die näher an der Realität sei. Die iranischen Geheimdienste hätten unter anderem das Büro des bei den Dreharbeiten verantwortlichen Kameramanns durchsucht und seine gesamte Arbeitsausrüstung beschlagnahmt. Auch sei der zuständige Toningenieur daran gehindert worden, den Iran zu verlassen und nach Kanada auszureisen.

## Veröffentlichung und Rezeption

### Premieren und Festivals

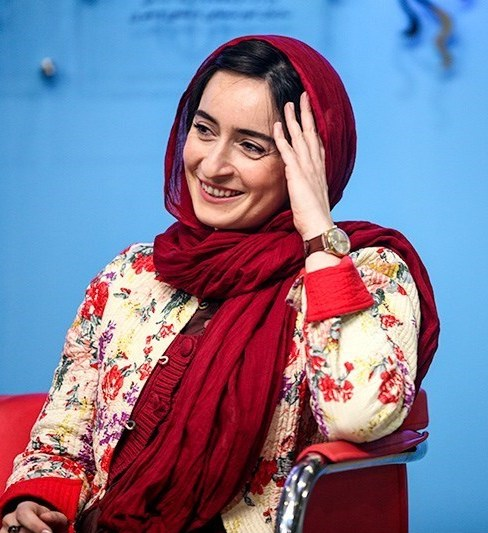
Hauptdarstellerin Soheila Golestani konnte an der Premiere in Cannes nicht teilnehmen.

Die Weltpremiere von Die Saat des heiligen Feigenbaums (französischer Titel: Les graines du figuier sauvage) erfolgte am 24. Mai 2024 im Hauptwettbewerb der 77. Filmfestspiele von Cannes. Die Produktion war im April für das Festival nachgereicht worden. Die Uraufführung fand im Beisein von unter anderem Mohammad Rasulof und seiner Tochter Baran sowie den Töchter-Darstellerinnen Mahsa Rostami und Setareh Maleki statt. Der Regisseur erinnerte mit Fotografien in der Hand an die Schauspieler Soheila Golestani und Missagh Zareh, die nicht aus dem Iran hatten ausreisen dürfen.
Das Premieren-Publikum zollte Die Saat des heiligen Feigenbaums fast 15-minütigen Applaus nach Ende der Vorstellung. Es war Schätzungen nach der Wettbewerbsfilm, der am längsten Beifall in Cannes erhielt. Wiederholt kam es während der Vorstellung auch zu Szenenapplaus, sobald sich die Figuren der Töchter gegen ihren Vater Iman zur Wehr setzten.
In der Schweiz war Rasulofs Werk erstmals im August 2024 im Rahmen des Locarno Film Festivals zu sehen. Dort wurde Die Saat des Feigenbaums in den Publikumsvorstellungen auf dem Piazza Grande gezeigt. Weitere Aufführungen im Jahr 2024 fanden auf den Filmfestivals von Sydney (Juni), Durban (Juli), in Neuseeland (August) und in Toronto (September) statt. Präsentiert wurde der Film auch im Hauptprogramm des New York Film Festival 2024.
Der reguläre Kinostart in Frankreich erfolgte am 18. September 2024 im Verleih von Pyramide Distribution. Zwei Monate später, am 14. November 2024, wurde der Film in der Deutschschweiz veröffentlicht, gefolgt vom nordamerikanischen Kinostart am 27. November 2024 durch den Verleih Neon. Der Kinostart in Deutschland und Österreich erfolgte ab dem 26. Dezember 2024 über den unabhängigen Verleih Alamode Film.

### Filmkritik

#### Internationale und englischsprachige Presse

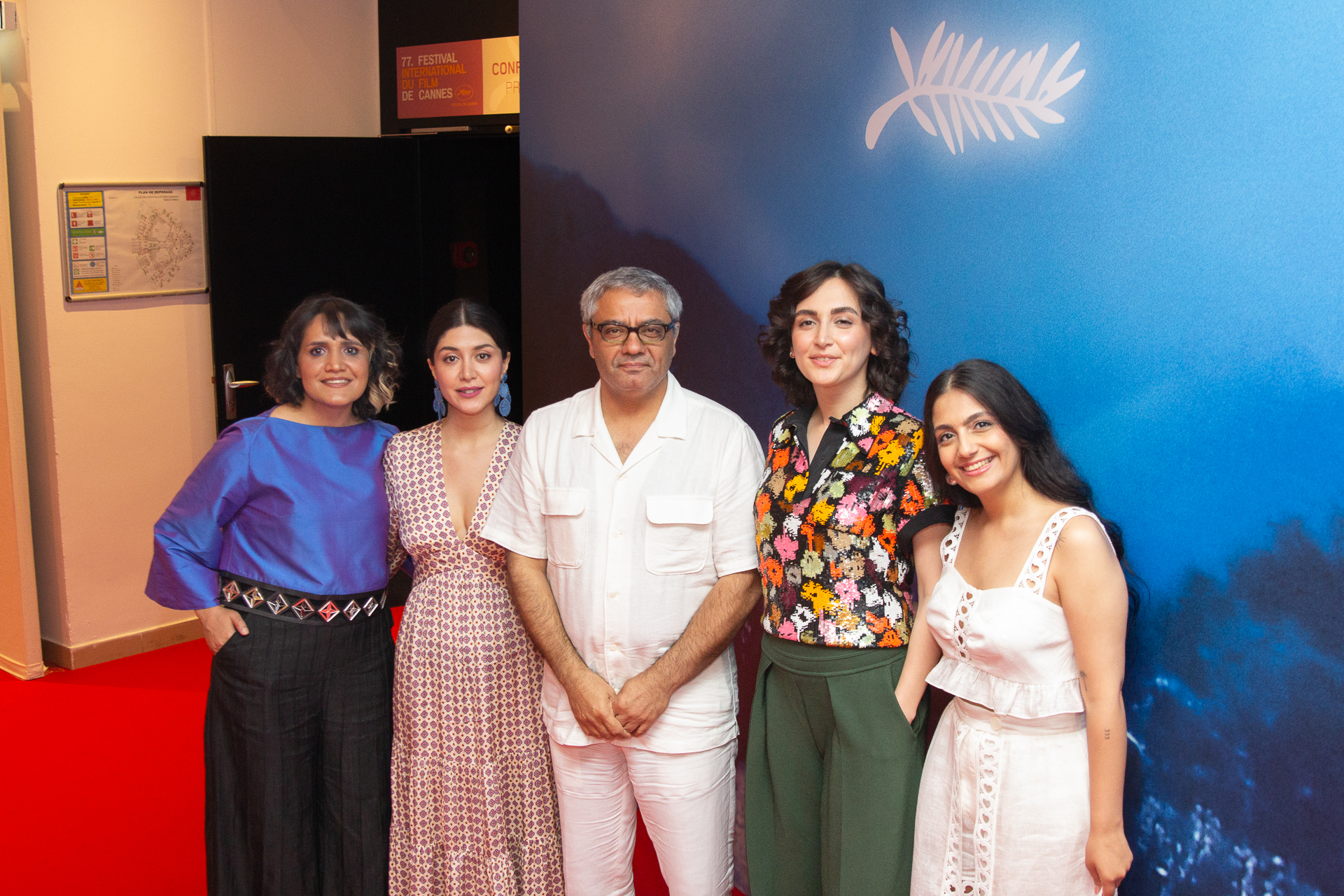
Rasulof mit einem Teil seines Schauspielensembles in Cannes

Im internationalen Kritikenspiegel des Branchenmagazins Screen International belegte Die Saat des heiligen Feigenbaums unter allen 22 gezeigten Wettbewerbsbeiträgen den Spitzenplatz mit einer Bewertung von 3,4 von 4 möglichen Sternen. Auch in einem rein französischen Kritikenspiegel der Website Le film français wurde von der Mehrheit der Rezensenten Rasulofs Werk als Palmen-Favorit angesehen, darunter von den Kritikern von L’Humanité, Le Journal du Dimanche, Le Nouvel Obs, Ouest-France und Positif. Ebenso setzte die Redaktion des englischsprachigen Online-Branchendiensts IndieWire den Film auf den ersten Platz seiner möglichen Palmen-Anwärter. Ebenfalls fassten die Webseiten Metacritic und Rotten Tomatoes den Konsens der englischsprachigen Filmkritik ausnahmslos positiv zusammen.
Der britische Filmkritiker Peter Bradshaw von der Tageszeitung The Guardian fand, der Film „sei vielleicht nicht perfekt, aber sein Mut – und Relevanz“ würden außer Zweifel stehen. Die Saat des heiligen Feigenbaums werde Rasulofs „außergewöhnlicher und kaum zu glaubender Dramatik seiner eigenen Situation und der Qual seines Heimatlandes gerecht“. Das Werk beginne „als düsteres politisches und häusliches Drama im bekannten Stil des iranischen Kinos und“ eskaliere „dann zunehmend zu etwas übertrieben Verrücktem und Traumatisiertem – wie eine Pueblo-Schießerei von Sergio Leone“. Es sei ein „Film über die Frauenfeindlichkeit und Theokratie des iranischen Beamtentums und“ versuche, „die innere Angst und das Psychodrama seiner abweichenden Bürger zu erahnen und nach außen zu tragen“. Dennoch bemerkte Bradshaw Fehler in der Figurenzeichnung Imans.
Die in Cannes aus neun internationalen Kritikern bestehende FIPRESCI-Preis-Jury rezensierte den Film als „mutige Geschichte, die im modernen Iran“ spiele. Rasulof thematisiere „den Konflikt zwischen Tradition und Fortschritt“, der „auf sehr kraftvolle und fantasievolle Weise dargestellt“ werde.
Der US-amerikanische Aggregator Rotten Tomatoes erfasst größtenteils wohlwollende Kritiken und ordnet den Film dementsprechend als „zertifiziert frisch“ („certified fresh“) ein. Metacritic ermittelt aus den vorliegenden Bewertungen „einhellige Anerkennung“ („universal acclaim“) und es wurde eine deutliche Filmempfehlung („must-see“) ausgegeben.

#### Deutschsprachige Kritik
Auch erste deutschsprachige Kritikerstimmen lobten Rasulofs Film und rechneten ihm Preischancen in Cannes aus:
Nach Marie-Luise Goldmann (Welt Online) habe das Familiendrama am letzten offiziellen Wettbewerbstag eingeschlagen „wie eine Bombe“. Ebenso wie Bradshaw bemerkte sie, dass sich das Werk „anfangs als häusliches Kammerspiel“ ausgebe, um dann „am Ende in eine wilde Verfolgungsjagd“ umzuschlagen. Rasulof verlagere „die repressiven Verhältnisse im Iran […] ins Private einer konservativen Familie“. Goldmann fühlte sich ein wenig an İlker Çataks Das Lehrerzimmer erinnert. Der Film sei „präzise“ orchestriert und als „wahnsinnige Wahrheitssuche“ angelegt. Er empfehle sich neben Emilia Pérez, The Substance, Anora und The Apprentice – The Trump Story für den Hauptpreis von Cannes.
Hannah Pilarczyk (Spiegel Plus) sah es als „so gut wie ausgemacht“ an, dass Die Saat des heiligen Feigenbaums den Hauptpreis von Cannes gewinnen würde. Rasulof wage „das Unverschämteste, was man angesichts von Terror und Willkür nur tun könnte: Eine bessere Zukunft in greifbarer Nähe zu zeigen“. Zwar sei er nicht der „kunstvollste“ iranische Regisseur seiner Generation, doch mache sich Rasulof im Gegensatz zu Jafar Panahi „nicht zum eitlen Zentrum seiner Filme“. Es gehe in Die Saat des heiligen Feigenbaums „allein um die Töchter und ihren thrillerhaft eskalierenden Kampf gegen den diktatorischen Vater“. Mitunter mache der Regisseur „das Symbolhafte dieses Kampfes […] überdeutlich“.
David Steinitz (Süddeutsche Zeitung) lobte, dass man dem Film kaum anmerke, „dass Rasoulof nur heimlich und mit wenig professionellem Equipment drehen konnte – höchstens daran, dass die Geschichte hauptsächlich in Innenräumen“ spiele. Die Saat des heiligen Feigenbaums packe das Publikum „sofort in einen finsteren Sog“. Auch Steinitz rechnete dem Film beste Chancen bei der Preisverleihung aus.
Laut Rüdiger Suchsland vom Online-Filmmagazin artechock handle das Werk „von der Macht der Religion“ und kritisiere diese „massiv“. Auch gehe Rasulof mit den Familienstrukturen im Iran ins Gericht, erzähle aber auch etwas „Universales“. Der Film sei „gut“ beziehungsweise „stark“, aber „nicht perfekt“ gemacht, wie bereits Bradshaw zuvor rezensiert hatte. Die Saat des heiligen Feigenbaums biete eine „gut erzählte, spannende Geschichte“ und Suchsland hob den interessanten Schnitt hervor. Es zähle „die politische Relevanz“ des Films und auch der Kritiker schätze die Chancen auf den Hauptpreis von Cannes als hoch ein. Gleichzeitig kritisierte Suchsland wiederholt die Marketing-Kampagne hinter dem Film und zeigte sich von dieser genervt. Dies machte er unter anderem am starken Medieninteresse bereits zu Festivalbeginn und die Programmierung als einer der letzten Wettbewerbsfilme fest. Der Film biete genau das, was vermutlich in Cannes verlangt werde und einer Preisjury gefalle. Deshalb fehle ihm bei einem möglichen Sieg von Die Saat des heiligen Feigenbaums „die Begeisterung“, so Suchsland.
Laut einer Kurzkritik von Maria Wiesner (Frankfurter Allgemeine Zeitung) positioniere sich Rasulofs Film „so stark politisch wie keiner zuvor“. Die zwischen die fiktive Handlung geschnittenen realen Bilder der Proteste im Iran würden „eine entsetzliche Wucht“ entwickeln. So sei der Film „künstlerisch nicht so ausgefeilt“ wie Rasulofs frühere Filme, jedoch „sehr sehenswert“ als „Zeitdokument“.
Laut Ron Stoklas (FluxFM) liefert der Film einen radikalen und schonungslosen Blick auf das autoritäre System von Iran. Damit sei der Film ein „faszinierender, kraftvoller und erschütternder Beitrag über ein autoritäres System, das keine Kritik erlaubt“.

#### Kritik an Oscar-Einreichung
Im August 2024 wurde Die Saat des heiligen Feigenbaums von einer durch german films eingesetzten unabhängigen Fachjury unter Vorsitz des Schauspielers Ulrich Matthes als deutscher Beitrag für die Kategorie Bester Internationaler Film der Oscarverleihung 2025 ausgewählt. Der Film setzte sich gegen zwölf konkurrierende Produktionen durch, darunter die Deutschen-Filmpreis-Gewinner Sterben und Im toten Winkel.
Hanns-Georg Rodek (Welt Online) lobte die Qualität des Films, kritisierte aber, dass Die Saat des heiligen Feigenbaums „undeutscher kaum sein könnte: Er spielt im Iran, wurde im Iran gedreht, es wird ausschließlich Farsi gesprochen, Schauspieler, Regisseur und Drehbuchautor sind Iraner“. Die Verantwortlichen würden „zwei Schlupflöcher nutzen“. Mit Mani Tilgner von der Hamburger Firma Runway Pictures sei ein deutscher Produzent an dem Film beteiligt gewesen. Auch bestehe laut den Oscar-Regularien kein notwendiger „Zusammenhang zwischen dem anmeldenden Land und der Sprache des Films“. Die Fachjury von german films habe sich für jenen Beitrag entschieden, der die „größten Chancen“ habe, „den Oscar zu holen“. „Jedes Jahr schicken fast 100 Länder ihre besten Filme zu den Oscars; ihre eigenen besten, um präzise zu sein, nicht durch kulturelle Aneignung eingemeindete. Die regelkonforme Schummel-Nominierung von Die Saat des heiligen Feigenbaums ist kein Zeichen für die Stärke des deutschen Kinos, sondern für seine Schwäche. German Films sollte seine Regeln überdenken“, so Rodek.
Rüdiger Suchsland (artechock) kritisierte ebenso scharf die Entscheidung, die „hinter den Kulissen“ zu größerer „Empörung“ geführt hätte. Dennoch würden „sich alle möglichen Leute [schämen], darüber zu sprechen“. Suchsland bewertete die Wahl als „Skandal“, als großen „Schlag ins Gesicht aller deutschen Filmemacher und Produzenten“ und als „Politikum“ und forderte eine breite öffentliche Diskussion darüber. Er stufte Die Saat des heiligen Feigenbaums als „majoritär französische Produktion“ ein, zweifelte die Rolle Mani Tilgners als vollwertigen Produzenten an und sah die Oscarregularien verletzt. Wäre der Film von einem deutschen Regisseur inszeniert worden, wäre dieser „niemals durch die Filmförderung“ gegangen „und darum auch nicht gedreht“ worden, so Suchsland. Aus ästhetischer Sicht handle es sich bei diesem Vorgang um „kulturelle Aneignung“. „Diese Nominierung strickt weiter an einer großen Lebenslüge namens deutscher Film, an dem Fake-Betrieb, der sich ‚deutscher Film‘ nennt, an der Behauptung, hier gäbe es irgendetwas, das sich künstlerisch lohnt und wirtschaftlich rechnet und das politisch relevant ist.“

### Auszeichnungen
Die Saat des heiligen Feigenbaums wurde in der Filmpreissaison 2024/25 für über 100 internationale Film- und Festivalpreise nominiert, von denen das Werk mehr als 30 gewinnen konnte. Mohammad Rasulof erhielt seine erste Einladung in den Wettbewerb um die Goldene Palme des Filmfestivals von Cannes. Dort wurde er mit einem eigens vergebenen Sonderpreis der Jury unter Leitung Greta Gerwigs geehrt, während die Goldene Palme an den US-amerikanischen Beitrag Anora verliehen wurde. Im Gegensatz dazu wurde Rasulofs Werk von der internationalen Filmkritikervereinigung FIPRESCI zum besten Wettbewerbsbeitrag des Festivals gekürt und gewann auch den Preis der Ökumenischen Jury.
Im August 2024 wurde Die Saat des heiligen Feigenbaums von einer durch german films eingesetzten unabhängigen Fachjury als deutscher Beitrag für die Kategorie Bester Internationaler Film der Oscarverleihung 2025 ausgewählt. Der Film setzte sich gegen zwölf konkurrierende Produktionen durch, darunter die Deutschen-Filmpreis-Gewinner Sterben und Im toten Winkel. Rasulofs Regiearbeit gelangte im Dezember 2024 auf die 15 Filme umfassende Oscar-Shortlist für den besten internationalen Film und im Januar 2025 unter die fünf nominierten Beiträge. In den USA gewann der Film darüber hinaus den National Board of Review Award und den Regiepreis der Filmkritikervereinigung von Los Angeles und wurde für den Golden Globe Award und für den Critics’ Choice Movie Award nominiert. Für den Preis der deutschen Filmkritik 2025 wurde der Film in fünf Kategorien nominiert. Im selben Jahr folgten beim Deutschen Filmpreis der Filmpreis in Silber sowie die Auszeichnung für Missagh Zareh als bester Hauptdarsteller.
Gewonnene Preise und Nominierungen im Überblick:
| Festival/Filmpreis (Auswahl)                       | Kategorie                                     | Resultat         | Preisträger/Nominierte                                                                   |
| -------------------------------------------------- | --------------------------------------------- | ---------------- | ---------------------------------------------------------------------------------------- |
| British Independent Film Awards (2024)             | Bester internationaler Independentfilm        | Nominiert        | Rozita Hendijanian, Mohammad Rasulof, Amin Sadraeim, Jean-Christophe Simon, Mani Tilgner |
| Cannes (2024)                                      | Goldene Palme – Bester Film                   | Nominiert        | Mohammad Rasulof                                                                         |
| Cannes (2024)                                      | Sonderpreis der Jury                          | Gewonnen         | Mohammad Rasulof                                                                         |
| Cannes (2024)                                      | FIPRESCI-Preis                                | Gewonnen         | Mohammad Rasulof                                                                         |
| Cannes (2024)                                      | Preis der Ökumenischen Jury                   | Gewonnen         | Mohammad Rasulof                                                                         |
| Cannes (2024)                                      | Prix François Chalais                         | Gewonnen         | Mohammad Rasulof                                                                         |
| Cannes (2024)                                      | Prix des Cinémas Art et Essai                 | Gewonnen         | Mohammad Rasulof                                                                         |
| Chicago (2025)                                     | Silberner Hugo – Bestes Drehbuch              | Gewonnen         | Mohammad Rasulof                                                                         |
| Critics’ Choice Movie Awards (2025)                | Bester fremdsprachiger Film                   | Nominiert        | k. A.                                                                                    |
| Denver (2024)                                      | Krzysztof Kieslowski Award – Bester Spielfilm | Gewonnen         | Mohammad Rasulof                                                                         |
| Deutscher Filmpreis (2025)                         | Bester Spielfilm – Filmpreis in Silber        | Gewonnen         | Mohammad Rasulof                                                                         |
| Deutscher Filmpreis (2025)                         | Beste Regie                                   | Nominiert        | Mohammad Rasulof                                                                         |
| Deutscher Filmpreis (2025)                         | Bestes Drehbuch                               | Nominiert        | Mohammad Rasulof                                                                         |
| Deutscher Filmpreis (2025)                         | Beste männliche Hauptrolle                    | Gewonnen         | Missagh Zareh                                                                            |
| Deutscher Filmpreis (2025)                         | Beste weibliche Nebenrolle                    | Nominiert        | Niousha Akhshi                                                                           |
| Deutscher Filmpreis (2025)                         | Bester Schnitt                                | Nominiert        | Andrew Bird                                                                              |
| Europäischer Filmpreis (2024)                      | Bester Film                                   | Nominiert        | Mohammad Rasulof, Amin Sadraei, Jean-Christophe Simon, Mani Tilgner, Rozita Hendijanian  |
| Beste Regie                                        | Nominiert                                     | Mohammad Rasulof |                                                                                          |
| Bestes Drehbuch                                    | Nominiert                                     | Mohammad Rasulof |                                                                                          |
| Golden Globe Awards (2025)                         | Bester nicht-englischsprachiger Film          | Nominiert        | USA, Deutschland                                                                         |
| Locarno (2024)                                     | Publikumspreis                                | Nominiert        | Mohammad Rasulof                                                                         |
| Locarno (2024)                                     | Letterboxd Piazza Grande Award                | Nominiert        | k. A.                                                                                    |
| Los Angeles Film Critics Association Awards (2024) | Bester nicht-englischsprachiger Film          | Nominiert        | k. A.                                                                                    |
| Beste Regie                                        | Gewonnen                                      | Mohammad Rasulof |                                                                                          |
| National Board of Review Awards (2024)             | Bester internationaler Film                   | Gewonnen         | k. A.                                                                                    |
| Oscar (2025)                                       | Bester internationaler Film                   | Nominiert        | Deutschland                                                                              |
| San Sebastián (2024)                               | Grand Prix de la FIPRESCI                     | Nominiert        | Mohammad Rasulof                                                                         |
| Satellite Awards (2025)                            | Bester internationaler Film                   | Nominiert        | Deutschland                                                                              |
| Bestes Originaldrehbuch                            | Nominiert                                     | Mohammad Rasulof |                                                                                          |
| Sydney (2024)                                      | Publikumspreis                                | Gewonnen         | Mohammad Rasulof                                                                         |

| Anm: | 1. |